# Tamnič
Tamnič (kyrillisch Тамнич) ist ein Dorf in der Opština Negotin, im Bezirk Bor im Osten Serbiens.

## Geschichte und Name
Es ist nicht genau bekannt, wann es die ersten Siedlungen im Dorf gab. Die ersten schriftlichen Aufzeichnungen verweisen auf das Jahr 1530. Damals gehörte das Dorf mit 50 Häusern zu einem der größten Dörfer in der Region.
Der Name Tamnič stammt vom Wort Tamni (deutsch Dunkel) ab. Dies liegt daran, dass das Dorf von Wäldern umgeben ist.

## Einwohner
Die Volkszählung 2002 (Eigennennung) ergab, dass 349 Menschen im Dorf leben, davon bezeichneten sich 348 als Serben, und eine Person als Bulgare.
Weitere Volkszählungen:
- 1948: 1.395
- 1953: 1.381
- 1961: 1.266
- 1971: 1.047
- 1981: 781
- 1991: 490